# Алгебра вершинних операторів
Алгебри вершинних операторів вперше були введені Річардом Борхердсом в 1986 році. Мають важливе значення для теорії струн, конформній теорії поля і для суміжних областей фізики. Аксіоми алгебри вершинних операторів — це формальна алгебрична інтерпретація того, що фізики називають хіральною алгеброю.
Алгебри вершинних операторів виявилися корисними в чисто математичних напрямах, таких як геометрична відповідність Ленглендса.

## Приклади
- Ґратка Z в R дає супералгебру вершинних операторів, що відповідає одному комплексному фермиону. Це ще один спосіб формулювання бозона-ферміонної відповідності. Ферміонне поле ψ(z) і його спряжене поле ψ†(z) визначаються виразом:

{\displaystyle \psi (z)=\sum e_{n}z^{-n-1},\,\,\,\psi ^{\dagger }(z)=\sum e_{n}^{*}z^{n},\,\,\,\{e_{n},e_{m}\}=0,\,\,\,\{e_{m},e_{n}^{*}\}=\delta _{m,n}I.}
Відповідність між ферміонами і одним зарядженим бозонним полем
{\displaystyle \phi (z)=\sum a_{n}z^{-n-1},\,\,\,[a_{m},a_{n}]=m\delta _{n+m,0}I,\,\,Ua_{n}U^{-1}=a_{n}-\delta _{n,0}I}
набуває вигляду
{\displaystyle \phi (z)=\,:\,\psi ^{\dagger }(z)\psi (z)\,:}
{\displaystyle \psi (z)=U\,:\,\exp \,\int \phi (z)\,:}
де нормальні експоненти інтерпретується як вершинні оператори.
- Ґратка √2 Z in R дає алгебру вершинних операторів, відповідну аффінній алгебрі Каца — Муді для SU(2) на першому рівні. Вона реалізується полями

{\displaystyle H(z)=\phi (z)\otimes I-I\otimes \phi (z)}
{\displaystyle E(z)=\psi (z)\otimes \psi ^{\dagger }(z)}
{\displaystyle F(z)=\psi ^{\dagger }(z)\otimes \psi (z)}